# Dobrinja
 Ovo je glavno značenje pojma Dobrinja. Za druga značenja pogledajte Dobrinja (razdvojba).
Naselje Dobrinja je gradska četvrt (kvart) u gradu Sarajevu. 

## Povijest
Izgrađeno je za potrebe Zimske olimpijade, održane 1984. u Sarajevu. Niklo je na prostoru bivše atropole Dobrinja, udaljenog nekoliko kilometara od središta grada. Nakon Olimpijade, u izgrađene objekte koje su koristili vrhunski športaši, useljavaju novi stanovnici, mahom stambeno nezbrinuti građani Sarajeva, te Dobrinja postupno dobiva obrise pravog gradskog naselja. Zahvaljujući dobroj prometnoj infrastrukturi, tj. povezanosti s ostalim gradskim naseljima, stanovnici nemaju problema kad je riječ o prijevozu do radnih mjesta koja su uglavnom u drugim dijelovima grada. Naime, na području Dobrinje, po prirodi stvari, nema industrijskih kapaciteta.

## Stanovništvo
Iako je nezahvalno govoriti o brojci stanovnika, procjenjuje se da se kreće oko četrdesetak tisuća. Administracijski, naselje je inkorporirano u općinu Novi Grad.

## Poznate osobe
- fra Kristijan Montina, rkt. svećenik, definitor franjevačke provincije sv. Križa Bosne Srebrene

## Mjesne zajednice
- MZ Dobrinja A
- MZ Dobrinja B
- MZ Dobrinja C
- MZ Dobrinja D

## Župa Dobrinja
Rimokatolički vjernici s područja Dobrinje, njih oko šest stotina, duhovne potrebe zadovoljavaju u okviru župe osnovane 1997. godine. Još nemaju vjerski objekt u kojem bi se okupljali na misna slavlja, ali u perspektivi je izgradnja crkve i pratećih objekata. U Dobrinji djeluje Caritasova pučka kuhinja Kruh sv. Ante. Broj korisnika pučkih kuhinja u BiH mnogo se povećao zbog sve težeg stanja u državi i društvu. Starije osobe bili su pretežiti prvi korisnici. Posljednjih godina primjetno je narastao udio mladih osoba 
također neophodan topli obrok, zatim samohranih majki s djecom koje nisu mogle ostvariti zakonsko pravo za korištenje kuhinje preko Centra za socijalni rad Vrhbosanske županije.